# Vinte Canções de Natal Polacas (Lutosławski)
Vinte Canções de Natal Polacas (português europeu) ou Vinte Canções de Natal Polonesas (português brasileiro) (em polonês/polaco:  20 polskich kolęd) é uma coleção de canções de Natal da Polónia num arranjo para soprano e piano de 1946 pelo compositor polaco Witold Lutosławski e depois orquestrada pelo mesmo para soprano, coro feminino e orquestra entre 1984 e 1989. As melodias e textos foram retirados maioritariamente de livros impressos no século XIX.